# Nová Ľubovňa
Nová Ľubovňa este o comună din Slovacia aflatâ în districtul Stará Ľubovňa, regiunea Prešov. Localitatea se află la altitudinea de 562 m deasupra n.m., se întinde pe o suprafață de 14,43 km2 și în 2017 număra 3.005 locuitori.

## Istoric
Nová Ľubovňa este atestată documentar din 1308.

## Demografie
| An:                | 1994 | 2004    | 2014   | 2024   |
| ------------------ | ---- | ------- | ------ | ------ |
| Număr de persoane: | 2437 | 2738    | 2949   | 3032   |
| Diferență:         |      | +12,35% | +7,70% | +2,81% |

| An:                | 2023 | 2024   |
| ------------------ | ---- | ------ |
| Număr de persoane: | 3012 | 3032   |
| Diferență:         |      | +0,66% |